# 대한민국 형법 제7조
대한민국 형법 제7조는 동일한 범죄에 대하여 이미 외국에서 형의 집행을 받은 경우에 대한 형법 총칙의 조문이다.

## 조문
제7조(외국에서 집행된 형의 산입)  죄를 지어 외국에서 형의 전부 또는 일부가 집행된 사람에 대해서는 그 집행된 형의 전부 또는 일부를 선고하는 형에 산입한다.
[전문개정 2016.12.20.]

## 비교 조문
일본 형법 제5조(외국 판결의 효력) 외국에서 확정재판을 받은 자라도 동일한 행위에 대하여 다시 처벌하는 것을 방해하지 않는다. 다만, 범인이 이미 외국에서 선고된 형의 전부 또는 일부의 집행을 받은 때에는 그 형의 집행을 감경 또는 면제한다. [소화 22년(1947년) 법률 제124호 본조 개정]

중화민국 형법 제9조 외국에서 동일한 행위에 대하여 비록 확정재판을 받았더라도 이 법에 따라 처벌할 수 있다. 다만, 외국에서 이미 형의 전부 또는 일부의 집행을 받은 때에는 그 형의 전부 또는 일부의 집행을 면제할 수 있다.

## 헌법불합치
대한민국 헌법재판소는 2015년 5월 28일 이 규정이 이중처벌금지의 원칙에 위반되지 않기 때문에 외국에서 형의 집행을 받은 자를 다시 국내에서 처벌하는 것이 가능하다면서도, 국회는 '신체의 자유에 대한 침해를 최소화하기 위한 방법을 강구하여야 한다'며 헌법불합치 결정을 내렸다. 현행 규정은 2016년 12월 31일까지 개정되지 않으면 2017년 1월 1일부터 효력을 상실한다.
헌법재판소는 이 규정을 독일과 일본의 입법례와 비교하면서 '독일은 외국에서 집행된 형을 형기에 필요적으로 산입하고(독일 형법 제51조제3항), 일본은 외국에서 형의 집행을 받은 때에는 형 집행의 필요적 감면을 규정하고 있다'(일본 형법 제5조 단서, '형 집행의 필요적 감면'은 '형의 필요적 감면'과는 다르다.)고 적시하고, 신체의 자유를 덜 침해할 수 있도록 입법개선을 촉구하면서 '외국에서 집행된 형의 전부를 의무적으로 산입하거나, 산입 자체는 의무적이되 산입의 범위를 법원의 재량에 맡기는 입법형식 등'을 제안하였다.

## 사례
제주지방법원은 일본에서 참작될 만한 동기로 살인을 하여 징역 8년형을 선고받아 7년 가까이 복역하고 가석방된 후 한국으로 추방된 사람에 대하여, 일본에서 형기의 대부분을 복역했고 범행의 동기나 범행 후의 태도 등 여러 정황을 참작해 징역 2년 6개월에 집행유예 3년을 선고하였다.

## 취지
본 조항의 취지는 형사판결은 국가주권의 일부분인 형벌권 행사에 기초한 것이어서 피고인이 외국에서 형사처벌을 과하는 확정판결을 받았더라도 그 외국 판결은 우리나라 법원을 기속할 수 없고 우리나라에서는 기판력도 없어 일사부재리의 원칙이 적용되지 않으므로, 피고인이 동일한 행위에 관하여 우리나라 형벌법규에 따라 다시 처벌받는 경우에 생길 수 있는 실질적인 불이익을 완화하려는 것이다.

## 해설

### ‘외국에서 형의 전부 또는 일부가 집행된 사람’의 의미
외국 법원의 유죄판결에 의하여 자유형이나 벌금형 등 형의 전부 또는 일부가 실제로 집행된 사람이다.

## 판례
- 외국에서 형의 집행을 받은 자에 대한 형의 선고는 적법하다.[5]

### 외국에서의 미결구금에 대해 형법 제7조의 적용을 구한 사건
형사사건으로 외국 법원에 기소되었다가 무죄판결을 받은 사람은, 설령 그가 무죄판결을 받기까지 상당 기간 미결구금되었더라도 이를 유죄판결에 의하여 형이 실제로 집행된 것으로 볼 수는 없으므로, ‘외국에서 형의 전부 또는 일부가 집행된 사람’에 해당한다고 볼 수 없고, 그 미결구금 기간은 형법 제7조에 의한 산입의 대상이 될 수 없다.

## 참고문헌
- 백원기. (2023). 현행 형법 제7조의 해석론과 외국에서 집행된 형에 관한 고찰 - 비교법적 분석과 새로운 입법론. 비교형사법연구, 24(4), 187-222.
- 이창섭. (2018). 형법 제7조와 외국에서 미결상태로 구금된 기간. 홍익법학, 19(2), 371-394.
- 하태한. (2017). 외국에서 무죄판결을 받고 석방되기까지 당한 미결구금에 대해 형법 제7조의 적용 또는 유추적용 허용 여부. 사법, 1(42), 447-489.
- 전지연. (2016). 외국형에 대한 형법 제7조의 구체적 개정방안. 법학연구, 26(3), 109-145.
- 전지연. (2016). 외국에서 집행받은 형의 선고와 형법 제7조의 개정방향 - 대법원 2013. 4. 11. 선고 2013도2208 판결, 헌법재판소 2015. 5. 28. 선고 2013헌바129 전원재판부 -. 형사판례연구, 24, 1-54.
- 서효원. (2016). 외국에서 집행된 형 관련 형법 제7조 개정 검토. 형사법의 신동향,(52), 373-398.
- 김성규. (2002). 일사부재리의 원칙과 형법 제7조의 의미. 성균관법학, 14(1), 169-184.